# Кішево (заповідне урочище)
Кішево — заповідне урочище місцевого значення. Об'єкт розташований на території Піщанської сільської громади Подільському районі Одеської області, Піщанське лісництво, кв. 1-46, ур. «Кішево».
Площа — 2844 га, статус отриманий у 1980 році.